# Lahij
Lahij ou Lahej (em árabe: لحج, AFI: [Laḥij]) é uma cidade localizada entre Ta'izz e Áden, no Iêmen. Do século XVIII ao século XX, seus soberanos pertenceram à família Al-Abdali, que, juntamente com as famílias Al-Sallami, Al-Ramada, Al-Sindi e Al-Aqrabi, alega parentesco com os Ahl al-Bayt (a família de Maomé.
Lahij foi a capital do Sultanato de Lahij (Sultanato Abdali), um protetorado do Império Britânico até 1967, quando o sultão foi expulso a cidade se tornou parte da República Popular do Iêmen do Sul.

## Economia
Historicamente, Lahij produziu coco. A partir de 1920, utilizou caravanas para negociar com Aden.